# Байдлер, Филип
Фи́лип Ду́глас Ба́йдлер (англ. Philip Douglas Beidler, 29 октября 1944 — 20 апреля 2022) — профессор американской литературы в Университете Алабамы, а также автор и редактор книг по литературе Алабамы, войне во Вьетнаме и другим темам. За свою работу о вьетнамских писателях его назвали «одним из отцов-основателей исследований войны во Вьетнаме».

## Биография
Байдлер, немец и квакер по происхождению, родился 29 октября 1944 года в Адамсе, штат Пенсильвания, США. Он учился в бакалавриате в Дэвидсон-колледже. В 1969 и 1970 годах он служил лейтенантом в бронекавалерийском взводе во Вьетнаме. Он получил степень магистра и доктора английского языка в Университете Вирджинии — последнюю в 1974 году.
Он стал профессором Университета Алабамы в середине 1970-х годов, работал директором аспирантуры и заместителем декана, а в 1999 году был награждён премией Бернума за выдающиеся заслуги в преподавании. В конце концов он был назначен профессором английского языка Маргарет и Уильяма Гоингов, а на момент своей смерти он был почётным профессором английского языка в Университете Алабамы.
Байдлер в последние годы жизни страдал болезнью Паркинсона. Умер 20 апреля 2022 года.

## Избранные публикации

### Вьетнамская литература
- American Literature and the Experience of Vietnam. — Athens : U of Georgia P, 1982. — ISBN 9780820306124.[14][15]
- Re-writing America: Vietnam Authors in Their Generation. — Athens : U of Georgia P, 1991. — ISBN 9780820312644.[14][16]
- Scriptures for a Generation: What We Were Reading in the '60s. — Athens : U of Georgia P, 1994.[17]
- Late Thoughts on an Old War: The Legacy of Vietnam. — Athens : U of Georgia P, 2004.